# 1,2-丙二胺
1,2-丙二胺（英語：或称为丙烷-1,2-二胺，propane-1,2-diamine）是一种含氮有机化合物，化学式CH3CH(NH2)CH2NH2，是最简单的手性二胺，常温常压下为无色液体，可由1,2-二氯丙烷通过氨解反应生成：
CH3CHClCH2Cl + 4 NH3 → CH3CH(NH2)CH2NH2 + 2 NH4Cl